# Gäddtjärnen (Bollnäs socken, Hälsingland, 676947-151606)
Gäddtjärnen är en sjö i Bollnäs kommun i Hälsingland och ingår i Testeboåns huvudavrinningsområde.